# Nascar Camping World Truck Series 2009
Nascar Camping World Truck Series 2009 var den 15:e säsongen av motortävlingen Nascar Camping World Truck Series, en racingtävling för små lastbilar av pickup-modell. 2009 års tävlingar kördes över 25 omgångar.

## Delsegrare
| Bana              | Vinnare       | Märke     |
| ----------------- | ------------- | --------- |
| Daytona           | Todd Bodine   | Toyota    |
| Fontana           | Kyle Busch    | Toyota    |
| Atlanta           | Kyle Busch    | Toyota    |
| Martinsville      | Kevin Harvick | Chevrolet |
| Kansas Speedway   | Mike Skinner  | Toyota    |
| Charlotte         | Ron Hornaday  | Chevrolet |
| Dover             | Brian Scott   | Toyota    |
| Texas             | Todd Bodine   | Toyota    |
| Michigan          | Colin Braun   | Ford      |
| Milwaukee         | Ron Hornaday  | Chevrolet |
| Memphis           | Ron Hornaday  | Chevrolet |
| Kentucky Speedway | Ron Hornaday  | Chevrolet |
| O'Reilly          | Ron Hornaday  | Chevrolet |
| Nashville         | Ron Hornaday  | Chevrolet |
| Bristol           |               |           |
| Chicagoland       |               |           |
| Iowa Speedway     |               |           |
| Gateway           |               |           |
| New Hampshire     |               |           |
| Las Vegas         |               |           |
| Martinsville      |               |           |
| Talladega         |               |           |
| Texas             |               |           |
| Phoenix           |               |           |
| Homestead         |               |           |